# Christian Friedrich Kranich
Christian Friedrich Kranich (* 1784 in Arnstadt, Herzogtum Thüringen; † 5. Februar 1849 in Hemberg SG, Schweiz) war ein konservativer  Dichter und reformierter Theologe.

## Leben
Er kam in Arnstadt zur Welt und war später als Landpfarrer in verschiedenen Zürcher und Ostschweizer Gemeinden tätig. 1811 bis 1818 ist sein Wirken als Pfarrer in Krinau bezeugt. Von 1818 bis 1849 amtierte er als Pfarrer in der Toggenburger Gemeinde Hemberg, die trotz der geringen Grösse über ein katholisches und ein reformiertes Pfarramt und entsprechend zwei Kirchengebäude verfügte. 1835 wurde Kranich in den St. Galler Kantonsrat gewählt. Ab 1836 bekleidete er zusätzlich das Amt des Bezirksschulrats. Spätestens ab 1837 präsidierte er ausserdem die evangelische Kirchenvorsteherschaft.

## Werke
Seine bekanntesten Werke sind der Predigtband  Andeutungen des Sichtbaren vom Unsichtbaren und der Reisebericht Wie ich Wädenschweil wieder sah mit dem Untertitel Etwas zur Belebung des vaterländischen Sinnes. Die Schriften sind vorzügliche Beispiele für das wertkonservative und patriotische Denken während der Schweizer Restauration. Seine Werke kritisieren den Sittenzerfall und die zunehmende Industrialisierung. Trotz seines biedermeierlichen Gesellschaftsbildes scheut er etwa den Vergleich zwischen der Schweizer Bevölkerung und jener des Alten Roms nicht. Kranich beschäftigte sich auch dem Verfassen und Sammeln von Lyrik.

### Liste der Veröffentlichungen
- Bluethen der Natur und Religion in Gedichten. Glarus 1821.
- Andeutungen des Sichtbaren vom Unsichtbaren in mehreren Predigten. Glarus 1822.
- Was wuerden uns zum Schlusse des Bettags unser Vorvaeter an’s Herz legen, wenn sie uns heute erschienen? Eine Predigt am Bettag Nachmittag. Glarus 1822.
- Wie ich Waedenschweil wiedersah. Ebnat 1823.
- Liedersammlung für den Obertoggenburgischen Saengerverein. 1825–1827.
- Des Suenders reumuethiges Bekenntniß: Gott sei mir gnaedig! Eine Predigt, geh. in Hemberg am Sonntage nach der Hinrichtung eines einundzwanzigjaehrigen Juenglings, gebuertig aus Hemberg, zu Trogen. Trogen 1834.